# 戴维斯山 (宾夕法尼亚州)
戴維斯山（英語：Mount Davis）是賓夕法尼亞州的最高點，海拔3,213英尺（979公尺）。戴維斯山位於薩默塞特縣埃爾克利克鎮區馬克萊頓村附近的福布斯州立森林中，佔地5,685英畝（2,301公頃）；它從薩默塞特縣中部向南延伸至馬里蘭州加勒特縣的30英里（50公里）山脊線的平緩山頂上，被稱為內格羅山。
戴維斯山的經緯度為北緯39°47′10″、西經79°10′33″。